# Повторные, дополнительные и новые муниципальные выборы в Азербайджане (2011)
Повторные, дополнительные и новые муниципальные выборы в Азербайджане 2011 г — выборы, состоявшиеся в муниципалитетах, результаты которых были аннулированы, а также выборы в других муниципалитетах на освободившиеся по разным причинам депутатские места. Муниципалитеты в Азербайджане являются местными органами самоуправления.
Выборы проводились по мажоритарной системе, и избирателями были избраны только члены муниципалитетов. Согласно действующим законом Азербайджана, председатели муниципалитетов избираются членами муниципалитетов, избранными на первом заседании, образованных в результате выборов.
После завершения муниципальных выборов 23 декабря 2009 года 11 января 2010 года состоялось заседание Центральной Избирательной Комиссии Азербайджанской Республики, на котором было принято решение о том, что эти выборы были проведены в целом в соответствии с Конституцией Азербайджанской Республики, Избирательным кодексом и другими законодательными актами. В то же время было принято решение о признании недействительными итоги голосования на 33 избирательных участках и выборах в 9 муниципалитетах, а также о принятии во внимание формирования полноправных членов муниципалитетов во всех 1709 муниципалитетах, по которым были официально утверждены общие результаты выборов.
Выборы проводились на 464 вакантных места по 86 избирательным округам и 330 муниципалитетам. 9 из этих муниципалитетов должны были полностью заново сформироваться. С начала процесса подготовки к выборам 1627 граждан Азербайджана, обладающих избирательным правом, обратились в окружные избирательные комиссии для баллотирования на 464 вакантных места и взяли подписные листы. Из них 1588 вернули свои подписные листы, и, таким образом, были зарегистрированы кандидатуры 1567 человек.

## Избирательная система
Согласно Избирательному кодексу Азербайджанской Республики, члены муниципалитетов, осуществляющих местное самоуправление в Азербайджанской Республике, избираются в многомандатных избирательных округах на основе пропорциональной мажоритарной системы.
- 500 — 1000 избирателей — 7 человек
- 1000 — 5000 избирателей — 9 человек
- 5000 — 10 000 избирателей — 11 человек
- 10 000 — 20 000 избирателей — 13 человек
- 20 000 — 50 000 избирателей — 15 человек
- 50 000 — 100 000 избирателей — 17 человек
- 100 000 — 300 000 избирателей — 19 человек[6]

Срок полномочий муниципалитетов составляет 5 лет. Каждый гражданин Азербайджанской Республики, обладающий избирательным правом и постоянно проживающий на соответствующей избирательной территории, может выдвинуть свою кандидатуру в члены муниципалитета в соответствии с требованиями настоящего закона:
- 150 подписей в регионах с населением более 10 000 человек
- 100 подписей в регионах с населением более 50 000 человек
- 75 подписей в регионах с населением более 20 000 человек
- 50 подписей в регионах с населением более 10 000 человек
- 30 подписей в регионах с населением более 5 000 человек
- 15 подписей в регионах с населением менее 5 000 человек

Исчисление срока полномочий муниципалитетов начинается со дня голосования и заканчивается в первый день заседания вновь избранных муниципалитетов. Если до проведения общенациональных выборов муниципалитетов осталось менее 6 месяцев, выборы в муниципалитетах, результаты выборов в которых аннулированы, а также во вновь образованных, объединенных, разделенных или досрочно распущенных муниципалитетах проводятся в период новых выборов в муниципалитеты. Если до проведения общенациональных выборов муниципалитетов осталось более 6 месяцев, срок полномочий муниципалитетов, образованных в результате выборов в эти муниципалитеты, заканчивается в первый день заседания муниципалитетов, образованных в результате новых общенациональных выборов.
Центральная избирательная комиссия признает муниципальные выборы недействительными, если число голосов, поданных за зарегистрированных кандидатов равно. Окружная избирательная комиссия или Центральная избирательная комиссия признает муниципальные выборы недействительными, если число избирательных участков, результаты голосования на которых признаны недействительными при голосовании по муниципальным выборам, превышает 2/5 от общего числа избирательных участков на территории данного муниципального образования или если они отменены и число избирателей на этих избирательных участках превышает 1/4 от общего числа избирателей, зарегистрированных в муниципальном образовании.
Если муниципальные выборы признаются недействительными, а также если в результате изменения территорий муниципалитетов в соответствии с Законом Азербайджанской Республики «О муниципалитетах и землях» численность граждан, проживающих на территории соответствующего муниципалитета и обладающих избирательным правом, уменьшилась или увеличилась более чем на 25 %, назначаются повторные выборы. Если члены муниципалитета не избраны в полном объеме или их полномочия прекращены досрочно и в результате состав муниципалитета составляет менее 2/3, по решению Центральной избирательной комиссии проводятся дополнительные выборы. В случае смерти члена муниципалитета или досрочного прекращения его полномочий по решению Центральной избирательной комиссии проводятся новые выборы на основании представления окружной избирательной комиссии.

## Партии и кандидаты
Партия "Мусават" и партия "Народный фронт Азербайджана" отказались от участия в выборах. Партия "Мусават" предоставила своим членам свободу участвовать в выборах по собственной инициативе.
От партии "Родина" в выборах приняли участие 10 кандидатов.
От партии «Справедливость, Закон, Демократия» в выборах участвововали 30 кандидатов.

### Кандидаты
7 ноября 2011 года процесс выдвижения кандидатов на муниципальные должности был завершен и начался процесс агитации. Этот процесс завершился в 08:00 29 ноября. Согласно информации, предоставленной Центральной избирательной комиссией Азербайджанской Республики 7 ноября 2011 года, в избирательном округе и 330 муниципалитетах было зарегистрировано 1567 кандидатов, 6 из них сняли свои кандидатуры. По данным Избирательного совета, процесс снятия кандидатуры разрешен не позднее, чем за 48 часов до муниципальных выборов.
В день выборов 1549 человек боролись за 464 места в 86 избирательных округах и 330 муниципалитетах. Из зарегистрированных кандидатов 305 (19,69%) – женщины. 673 кандидата (43,45%) имеют высшее, 605 кандидатов (39,06%) - среднее, 265 кандидатов (17,11%) – среднее специальное и 6 кандидатов (0,38%) - неоконченное высшее образование. 709 кандидатов были независимыми, а 840 были членами партии Родина, Политической партии демократических реформ Азербайджана, партии Социального благосостояния Азербайджана, партии Надежды, партии Великого созидания, Партии единого народного фронта, партии Единства, Партии гражданской солидарности и партии Новый Азербайджан. 709 человек, участвующие в выборах - беспартийные.
Партийная принадлежность зарегистрированных кандидатов на муниципальных выборах, состоявшихся 20 ноября 2011 года, была следующей:
| Политическая партия                       | Количество кандидатов |
| ----------------------------------------- | --------------------- |
| Новый Азербайджан                         | 769                   |
| Партия Справедливости, закона, демократии | 27                    |
| Учредительная партия                      | 11                    |
| Партия Родина                             | 10                    |
| Партия Социального благосостояния         | 8                     |
| Партия гражданской солидарности           | 7                     |
| Партия Надежды                            | 6                     |
| Партия демократических реформ             | 1                     |
| Партия Гражданского союза                 | 1                     |

Всего число зарегистрированных избирателей на выборах, проведенных на 1169 избирательных участках в 86 избирательных округах, составило 1 155 864 человека.

## Выборы
В выборах было зарегистрировано 9 тысяч 923 наблюдателей.
Голосование началось в 8.00 на всех участках.
В избирательных округах были зарегистрированы 9883, в ЦИК – 40 наблюдателей. Всего было зарегистрировано 9923 наблюдателя.
В целом самая низкая явка избирателей зафиксирована в Сабунчинском третьем избирательном округе № 28 – 14,43%, а самая высокая явка избирателей зафиксирована в Шарур-Садаракском избирательном округе № 1 – 38,70%.
| Время | Всего  |
| ----- | ------ |
| 10:00 | 6.89%  |
| 12:00 | 13.79% |
| 15:00 |        |
| 17:00 | 21.75% |
| Итог  | 23.46% |

Выборы завершились в 19.00.

## Результаты
В связи с тем, что в некоторых избирательных округах не удалось определить волю избирателей, результаты голосования на этих избирательных участках были признаны недействительными. Окончательные результаты выборов были объявлены Центральной Избирательной Комиссией Азербайджанской Республики 12 декабря 2011 года. Комиссия признала выборы, проведенные в 329 муниципалитетах действительными.